# 阿斯托 (佛羅里達州)
阿斯托（英語：Astor）是位於美國佛羅里達州萊克縣的一個人口普查指定地區。

## 地理
阿斯托的座標為29°10′00″N 81°32′00″W / 29.16667°N 81.53333°W，而該地最高點為海拔高度1米（即3英尺）。

## 人口
根據2010年美國人口普查的數據，阿斯托的面積為6.40平方千米，當中陸地面積為6.40平方千米，而水域面積為0.00平方千米。當地共有人口1487人，而人口密度為每平方千米232人。